# The Soup Dragons
The Soup Dragons was een Britse indierockband, die in 1990 hun grootste hit scoorde met de single I'm Free.

## Bezetting
- Sean Dickson[2] (zang, gitaar, 1985–1995)
- Jim McCullough[3] (gitaar, 1985–1993)
- Sushil K. Dade[4] (e-basgitaar, 1985–1993)
- Ross Sinclair[5] (drums, 1985–1989)
- Paul Quinn[6] (drums, 1989–1993)

## Geschiedenis
Naast de initiatiefnemer Sean Dickson (zang, gitaar), Jim McCullough (gitaar), behoorden Sushil K. Dade (elektrische bas) en Ross Sinclair (drums) ook tot de oorspronkelijke bezetting van de band, die in 1985 werd geformeerd in Bellshill, Schotland. De debuutsingle Hang-Ten! werd uitgebracht in 1986 en is qua stijl een mix van punk en pop. Met Can't Take No More en Soft as Your Face had de band in 1987 hun eerste kleine hits in de Britse hitlijsten. Het gerelateerde album This Is Our Art plaatste zich ook kort in de hitparade van het Verenigd Koninkrijk in mei 1988. Sinclair verliet The Soup Dragons in 1989 en werd vervangen door Paul Quinn.
Groot succes kwam voor het eerst met de langspeler Lovegod uit 1990, die precies twee jaar na het debuutalbum in de Britse hitlijsten werd geplaatst, waar het 15 weken standhield en naar #7 klom. Het succes zette zich in de zomer van het jaar voort met de cover van het Rolling Stones-nummer I'm Free. Het nummer, dat alleen te vinden is op een herziene versie van het Lovegod-album, is een bestanddeel met Junior Reid en klom naar #5 in de Britse hitlijsten. Met Mother Universe bereikte een ander nummer van het album de Britse hitlijsten.
Met het derde studioalbum Hotwired en de single Divine Thing nam het succes van de band merkbaar af. In de Britse hitlijsten was het alleen voldoende voor een kort verblijf op de lagere plaatsen. In december 1992 bereikte Pleasure de Amerikaanse hitlijsten, maar opnieuw alleen op lagere posities. McCullough, Dade en Quinn verlieten de band in 1993. Pas in 1995 kondigde het enige overgebleven lid Sean Dickson het einde van The Soup Dragons aan.

## Discografie

### Singles
- 1985: If You Were the Only Girl in the World Would You Take Me?
- 1986: Whole Wide World
- 1986: Hang-Ten!
- 1987:	Head Gone Astray
- 1987: Can't Take No More
- 1987: Soft as Your Face
- 1988:	The Majestic Head?
- 1988: Kingdom Chairs
- 1989: Backwards Dog
- 1989: Kiss the Gun
- 1989: Crotch Deep Trash
- 1990:	Mother Universe
- 1990: I'm Free (met Junior Reid), origineel: The Rolling Stones, 1965
- 1991: Electric Blues
- 1992: Running Wild
- 1992:	Divine Thing, opgenomen in Londen
- 1992: Pleasure
- 1994: One Way Street

### Albums
- 1988:	This Is Our Art
- 1990:	Lovegod
- 1992: Hotwired
- 1994: Hydrophonic

### Compilaties
- 1987: Full Meal
- 1987: Hang-Ten!
- 2012: 20 Golden Greats

### Ep's
- 1986: The Sun Is in the Sky
- 1987: Can’t Take No More – Live
- 1987: Soft as Your Face
- 1988: 4 Track Live